# Tournissan
Tournissan (okzitanisch Tornissan) ist eine französische Gemeinde mit 284 Einwohnern (Stand 1. Januar 2022) im Département Aude in der Region Okzitanien. Sie gehört zum Arrondissement Narbonne und zum Kanton Les Corbières.

## Nachbargemeinden
Nachbargemeinden von Tournissan sind Coustouge im Nordosten, Jonquières im Südosten, Talairan im Südwesten und Ribaute im Nordwesten.

## Bevölkerungsentwicklung
| Jahr      | 1962 | 1968 | 1975 | 1982 | 1990 | 1999 | 2013 |
| Einwohner | 329  | 319  | 259  | 219  | 209  | 215  | 281  |

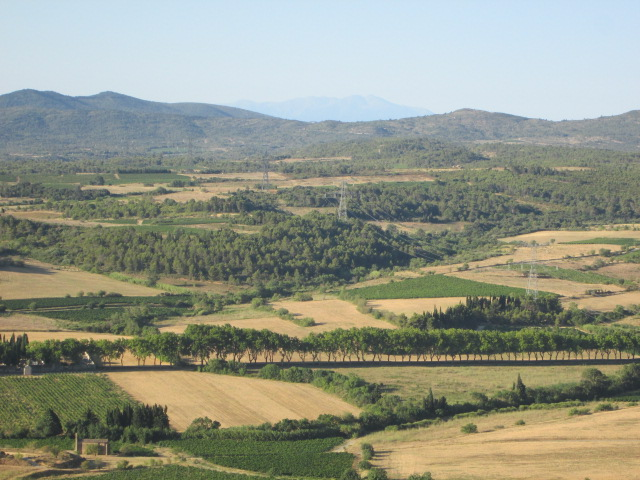
Landschaft bei Tournissan
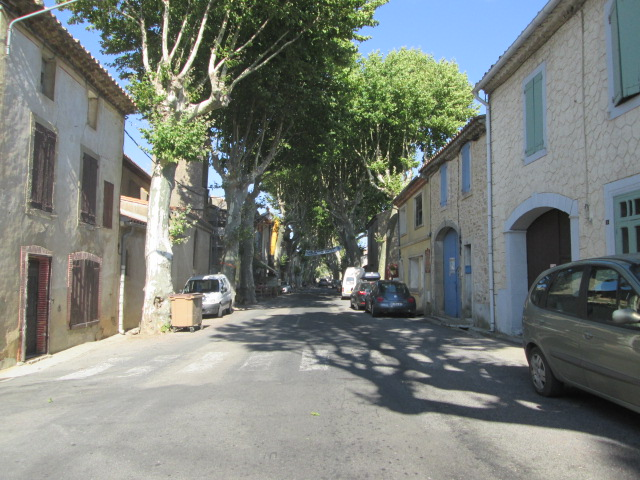
Avenue de la Promenade
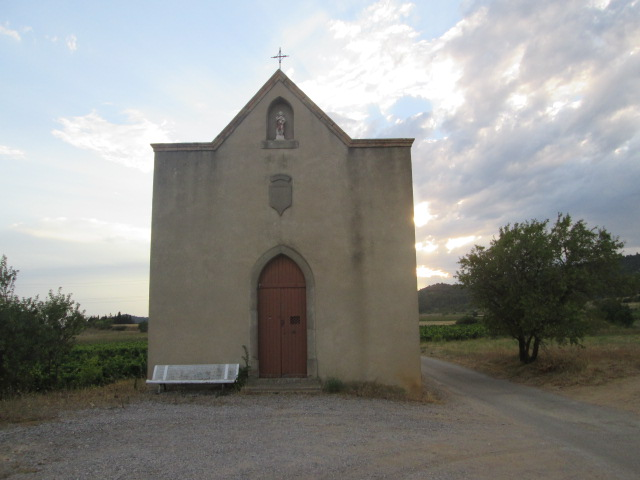
Kapelle Saint-Roch
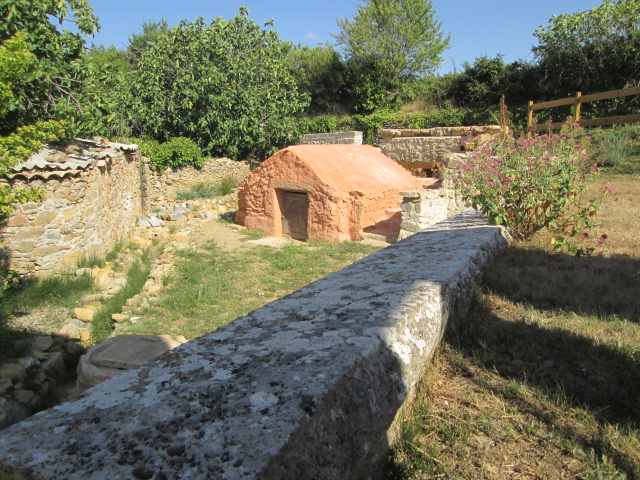
Römischer Brunnen